# Laminina, alfa 1
La laminina, subunitat alfa-1 és una proteïna que en els humans és codificada pel gen LAMA1.

## Interaccions
La laminina, alfa 1 ha mostrat interaccionar amb la FBLN2.